# 中浪区
中浪区（チュンナンく）は、大韓民国、ソウル特別市北東部にある区。ソウル郊外の住宅地として知られる。忘憂山（マンウサン）、烽火山（ボンファサン）、龍馬山（ヨンマサン）の3つの山々に囲まれている。

## 歴史
遺跡の調査により、30,000年前にすでに中浪区に人が居住していたことが分かる。中浪区に相当する部分は1949年までは京畿道の一部だったが、同年と1964年に2段階に分かれソウル市に編入された。
- 1988年1月1日 東大門区からを面牧洞、上鳳洞、中和洞、墨洞、忘憂洞、新内洞を分離し、中浪区が誕生した。

## 行政区域

行政区域図

幾度かの洞の統合を経て、現在は16の洞が存在する。
| 行政洞                                     | 法定洞 |
| ------------------------------------------ | ------ |
| 面牧第2洞（ミョンモクチェイドン）          | 面牧洞 |
| 面牧第4洞（ミョンモクチェサドン）          | 面牧洞 |
| 面牧第5洞（ミョンモクチェオドン）          | 面牧洞 |
| 面牧本洞（ミョンモクポンドン）             | 面牧洞 |
| 面牧第7洞（ミョンモクチェチルトン）        | 面牧洞 |
| 面牧第3・8洞（ミョンモクチェサンパルトン） | 面牧洞 |
| 上鳳第1洞（サンボンジェイルトン）          | 上鳳洞 |
| 上鳳第2洞（サンボンジェイドン）            | 上鳳洞 |
| 中和第1洞（チュンファジェイルトン）        | 中和洞 |
| 中和第2洞（チュンファジェイドン）          | 中和洞 |
| 墨第1洞（ムクチェイルトン）                | 墨洞   |
| 墨第2洞（ムクチェイドン）                  | 墨洞   |
| 忘憂本洞（マンウボンドン）                 | 忘憂洞 |
| 忘憂第3洞（マンウジェサムドン）            | 忘憂洞 |
| 新内1洞（シンネイルトン）                  | 新内洞 |
| 新内2洞（シンネイドン）                    | 新内洞 |

## 行政
現在の区長は文秉権（ムン・ビョンゴン）。

### 警察
- ソウル中浪警察署

### 消防
- 中浪消防署

## 教育

### 大学
- 端逸大学

## 交通

### 鉄道
- 韓国鉄道公社
  - 中央線（中央電鉄線）

中浪駅 - 上鳳駅 - 忘憂駅 - 養源駅
  - 京春線

上鳳駅 - 忘憂駅 - 新内駅
- ソウル交通公社
  - 6号線

峰火山駅
  - 7号線

モッコル駅 - 中和駅 - 上鳳駅 - 面牧駅 - 四佳亭駅 - 龍馬山駅